# Thomas Hughes
Thomas Hughes (Cheshire, fl. 1571 – 1623) foi um dramaturgo inglês da época isabelina.
Era natural de Cheshire e estudou no Queens' College de Cambridge, a partir de 1571. Escreveu The Misfortunes of Arthur, Uther Pendragon's son reduced into tragical notes por Thomas Hughes, que se representou em Greenwich para a rainha Isabel I de Inglaterra, em 28 de fevereiro de 1588. Nicholas Trotte ocupou a introdução, Francis Flower os coros dos atos I e II, William Fulbecke dos discursos, enquanto outros três cavaleiros de Gray's Inn, um dos quais foi Francis Bacon, se encarregaram do espetáculo.